# Xã Daugherty, Quận Beaver, Pennsylvania
Xã Daugherty (tiếng Anh: Daugherty Township) là một xã thuộc quận Beaver, tiểu bang Pennsylvania, Hoa Kỳ. Năm 2010, dân số của xã này là 3.187 người.